# Tapirus priscus
Tapirus priscus es una especie extinta de tapir de la familia Tapiridae. Fue descrita por el naturalista alemán Johann Jakob Kaup en 1833 en su libro Description d'Ossements Fossiles de Mammifères Inconnus Jusqu'à-Présent en 1833. Se han hallado fósiles del Mioceno en Alemania, España, Francia y Hungría, y del Cuaternario en Inglaterra.